# 姚文元

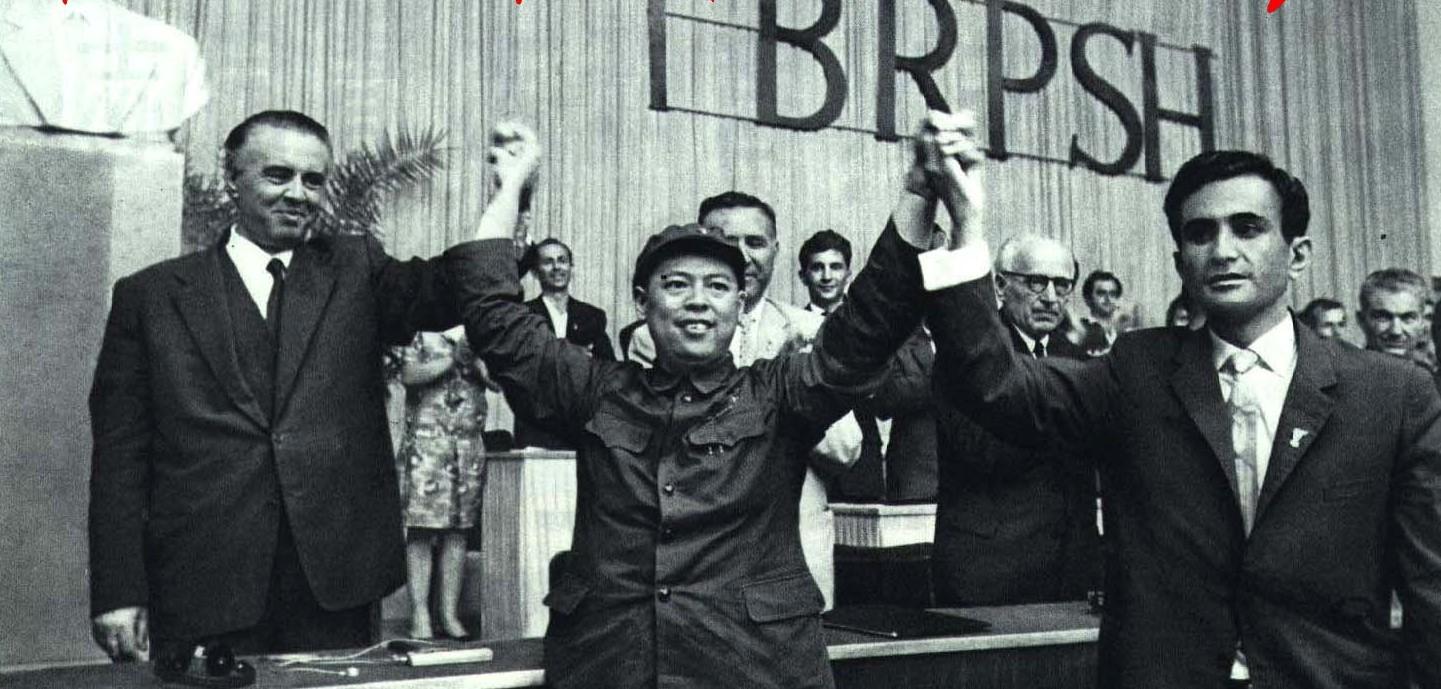
訪問先のアルバニアで歓待を受ける姚文元（1967年）

姚文元（よう ぶんげん、ヤオ ウェンユェン、1931年1月12日 - 2005年12月23日）は、中国の政治家。四人組の一人として文化大革命に大きく関与した。

## 経歴
父は作家・翻訳家の姚蓬子。復旦大学で学び、延安に潜入した後、山西省で人民解放軍に加盟。
1948年に中国共産党へ入党。1951年、新民主主義青年団上海市工作委員会の幹部となり、上海の党地区委員会で宣伝工作に携わる。1955年に胡風を批判した『分清是非、劃清界限』を発表し、張春橋の目に留まり「解放日報」の解説委員となる。更にその評論活動から1950年代中頃までに毛沢東の知遇を得た。
1965年11月10日の「文匯報」に「評新編歴史劇『海瑞罷官』」（「新編歴史劇『海瑞罷官』を評す」）を発表。翌1966年5月10日の「文匯報」と「解放日報」にも『評「三家村」──「燕山夜話」「三家村札記」的反動本質』（『三家村』を評す──「燕山夜話」「三家村札記」の反動的本質）を発表し、文化大革命の端緒を開いた。これを契機に「解放日報」編集委員・党上海市委員会宣伝部長と出世し中央文革小組の一員にまでなった。その後も党上海市委員会第二書記・党政治局委員を歴任し、文化大革命をイデオロギー面から支えた。
1976年10月に他の四人組と共に逮捕されて隔離審査され、1981年1月に最高人民法院特別法廷で、懲役20年・政治権利剥奪5年の判決を受ける。1996年に出所し、2005年12月23日に糖尿病により74歳で死去した。

## 著作
- 『魯迅 中国文化革命の巨人』 潮出版社（片山智行訳）、1975年